# Мадонна с Младенцем и святыми (картина Монтаньи)
«Мадонна с Младенцем и святыми Андреем, Моникой, Урсулой и Сигизмундом» (итал. Madonna ed il Bambino tra i Santi Andrea, Monica, Orsola e Sigismondo) — картина итальянского живописца Бартоломео Монтаньи. Создана в 1498 году. Хранится в Пинакотеке Брера в Милане (с 1811 года).

## Описание
Картина написана для капеллы Санта-Моника церкви Сан-Микеле в Виченце и является одним из шедевров Монтаньи, который работал в области Венето в эпоху итальянского Возрождения и был самобытным последователем выдающегося живописца венецианской школы Джованни Беллини.
Монументальный алтарный образ, построенный по чётким геометрическим правилам, является свидетельством строгого и благородного стиля художника, в котором сливаются воедино знания перспективы, венецианский колорит и пластическое чувство, присущее северной традиции. Окна, расположенные в верхней части картины, позволяют легко распознать направление освещения — слева направо; свисающее яйцо страуса, расположенное под потолком, и симметрия расположения святых Андрея, Моники, Урсулы и Сигизмунда по сторонам от трона является данью уважения Пьеро делла Франческа.
Гуманистической культуре того времени соответствует богатое архитектурное окружение: пилястры, кессоны, панели, выполненные в духе Браманте, которые воспринимаются как визуальное представление архитектурного трактата. С другой стороны, несмотря на многочисленные обращения к искусству Центральной Италии, алтарь остается верен венецианской традиции, особенно выраженной в богатстве цвета. Ангелы, музицирующие у основания трона — характерная деталь алтарной картины. Поверхности лютней отражают лучи падающего света. Симметричная композиция вписывается в треугольник.